# MTV Hits (Egyesült Királyság és Írország)
Az MTV Hits a Paramount Networks UK & Australia tulajdonában lévő brit zenei csatorna volt, amely 2001. május 1-jén indult az MTV Extra helyett.
Az MTV Hits 2012. március 28-án kezdte meg szélesvásznú sugárzását.
Az MTV Hits 2022-ben kezdett el sugározni olyan műsorokat, amelyek a 2000-es évek tematikájával foglalkoznak, nagyobb linearitást ösztönözve az évtizedes MTV-csatornák és a karácsonyi tematikájú műsorok között minden év karácsonyakor. A csatorna 2022. december 31-én 20:00 órától 2023. január 2-án 5:00 óráig (brit idő szerint) csak a 2000-es évek slágereit sugározta.
2024. július 6-án az MTV Hits és testvércsatornája, az MTV Music leállította a „The Official UK Top 20/40” és a „The Official Chart Update Top 10” sugárzását, és helyette a „Today's MTV Top 10” című műsort sugározza. Ez azt jelenti, hogy többé egyetlen zenecsatorna sem sugározza a UK Top 40-et.
2024. augusztus 1-jén a csatorna egyesült az MTV Hits International csatornával. A műsorkínálat és a lejátszási lista ugyanaz volt. A csatorna brit változatán továbbra is maradtak a reklámok és a teleshopping.
2025. április 14-én a csatorna megszűnt, a Club MTV váltotta. Az utolsó klip a csatornán Alex Warren és Joe Jonas 'Burning Down' című száma volt.

## Európai adásváltozat
2014-ben megkezdődött az MTV Hits Europe sugárzása. A csatorna európai változatát a Cseh Köztársaságban regisztrálták a műsorszórást szabályozó hatóságok.

## Egykori műsorok
- Worldwide Hits!
- Today’s Top Hits
- Guess the Year
- MTV Top 20
- Weekend Hitlist
- Fresh Out
- Pon De Replay! Rihanna's Hits
- David Guetta & Friends
- Bruno Mars & Friends
- Dua Lipa & Friends
- R&B & Hip Hop Hits Of The 10s
- Non-Stop Pop Party!
- Nothing But Feel-Good Hits!
- Non-Stop R&B & Hip Hop Hits!
- Samples Vs Originals!
- Non-Stop Pop Party!
- MTV's 50 Dance Essentials
- MTV's Top 50 Collaborations
- MTV's 50 Biggest Artists of the 10s
- Top 50 Collabs Of The Century!

forrás: 

## Logók

2004. júliusától 2006. júniusáig használt logó
2007. júliusától - 2010. március 1-ig használt logó
2010. március 1-től - 2011. július 1-ig használt logó
2011. július 1-től – 2013. október 1-ig használt logó
2013. október 1-től – 2017. április 4-ig használt logó
2017. április 5-től - 2021. szeptember 14-ig használt logó
2021. szeptember 14-től – 2025. április 14-ig használt logó

## Külső hivatkozások
- MTV Hits
- MTV Hits Playlist
- MTV Hits UK & Ireland - presentation, screenshots

## Fordítás
Ez a szócikk részben vagy egészben  a   MTV Hits (British and Irish TV channel) című angol Wikipédia-szócikk ezen változatának fordításán alapul.  Az eredeti cikk szerkesztőit annak laptörténete sorolja fel. Ez a jelzés csupán a megfogalmazás eredetét és a szerzői jogokat jelzi, nem szolgál a cikkben szereplő információk forrásmegjelöléseként.